# Friedrich Siebel
Friedrich Wilhelm Siebel (* 2. März 1891 in Broich, heute Mülheim an der Ruhr; † 24. April 1954 in Duisdorf, heute Bonn) war ein deutscher Pilot und Flugzeugfabrikant.

## Leben und Wirken
Friedrich („Fritz“) Wilhelm Siebel war der Sohn des Kaufmanns Fritz Siebel und seiner Frau Gertraud geb. Wilke. Nach dem Abitur besuchte er die Maschinenbauschule Dortmund. 1912 entstand ein erstes selbstkonstruiertes Flugzeug, nachdem er zuvor bereits ein Automobil gebaut hatte. Er arbeitete als Leiter der physikalischen Abteilung der DVL in Berlin-Adlershof, gründete 1919 eine erste Firma und wurde 1927 Gesellschafter der gerade entstandenen Leichtflugzeugbau Klemm GmbH. 1929 war er für Klemm Teilnehmer am Europa-Rundflug auf einer Klemm L 25 Ia und belegte den 7. Platz im technischen Wettbewerb.

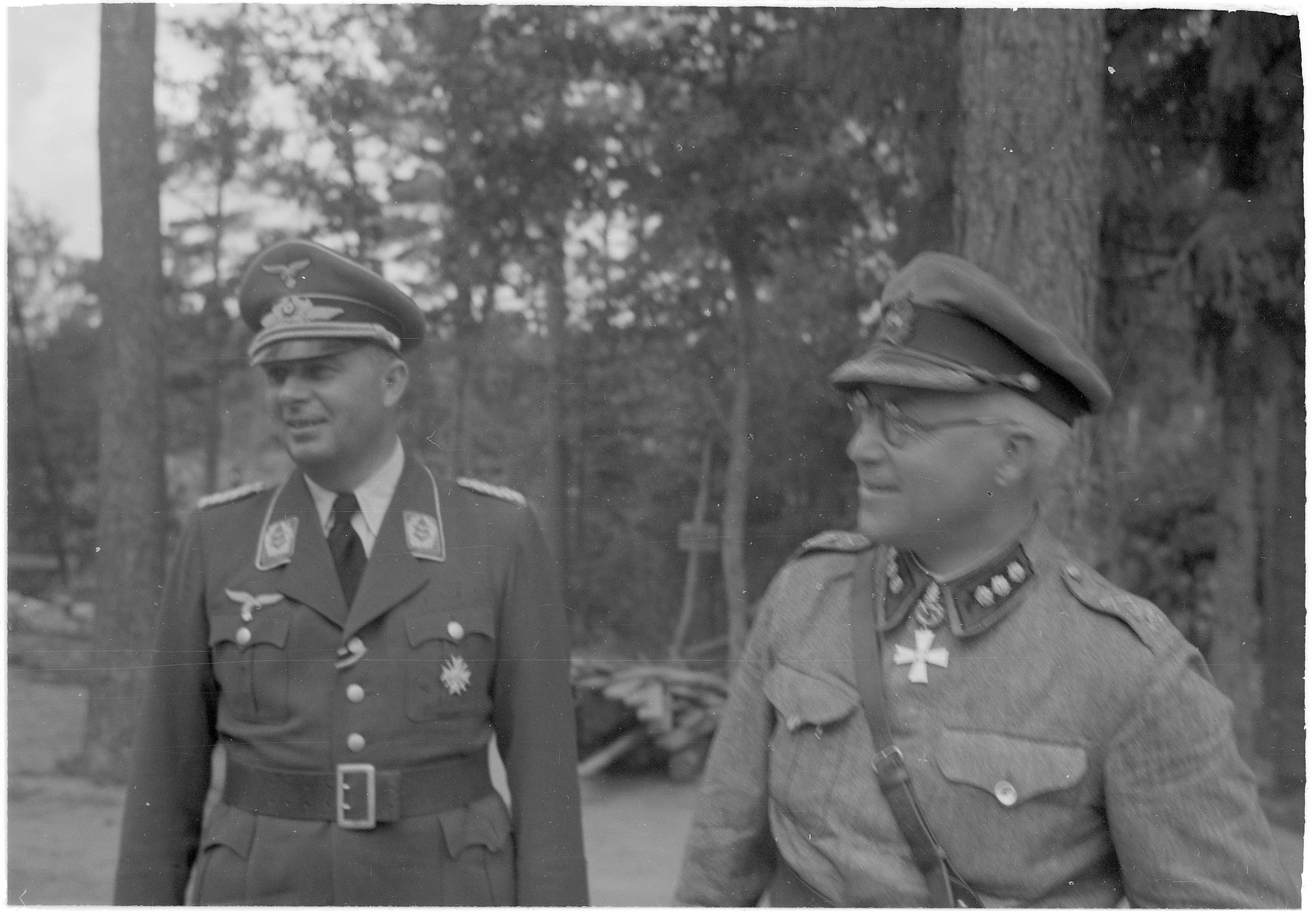
Oberstleutnant Fritz Siebel und Oberst Eino Järvinen von der finnischen Armee 1942.

1937 übernahm Siebel auf Betreiben des Reichsluftfahrtministeriums die Flugzeugwerke Halle, die 1934 als Zweigwerk der Leichtflugzeugbau Klemm gegründet worden waren. Während des Krieges bauten die Siebel Flugzeugwerke militärisches Fluggerät. Als Konstrukteur machte sich Friedrich Siebel einen Namen mit der nach ihm benannten „Siebelfähre“ (1940) sowie mit dem Hochgeschwindigkeitsflugzeug DFS 346. Nach Kriegsende (1946) wurden die Siebel Flugzeugwerke auf Anordnung der Sowjetischen Militäradministration in Deutschland (SMAD) demontiert und in die Sowjetunion gebracht.
Siebel entschloss sich zu einem beruflichen Neuanfang und gründete 1948 zusammen mit einem Geschäftspartner in München ein Unternehmen zum Lizenzbau und Vertrieb ausländischer Sport- und Verkehrsflugzeuge – die Siebel Flugzeugwerke ATG (Allgemeine Transportanlagen-Gesellschaft; SIAT).